# Hangolóegység

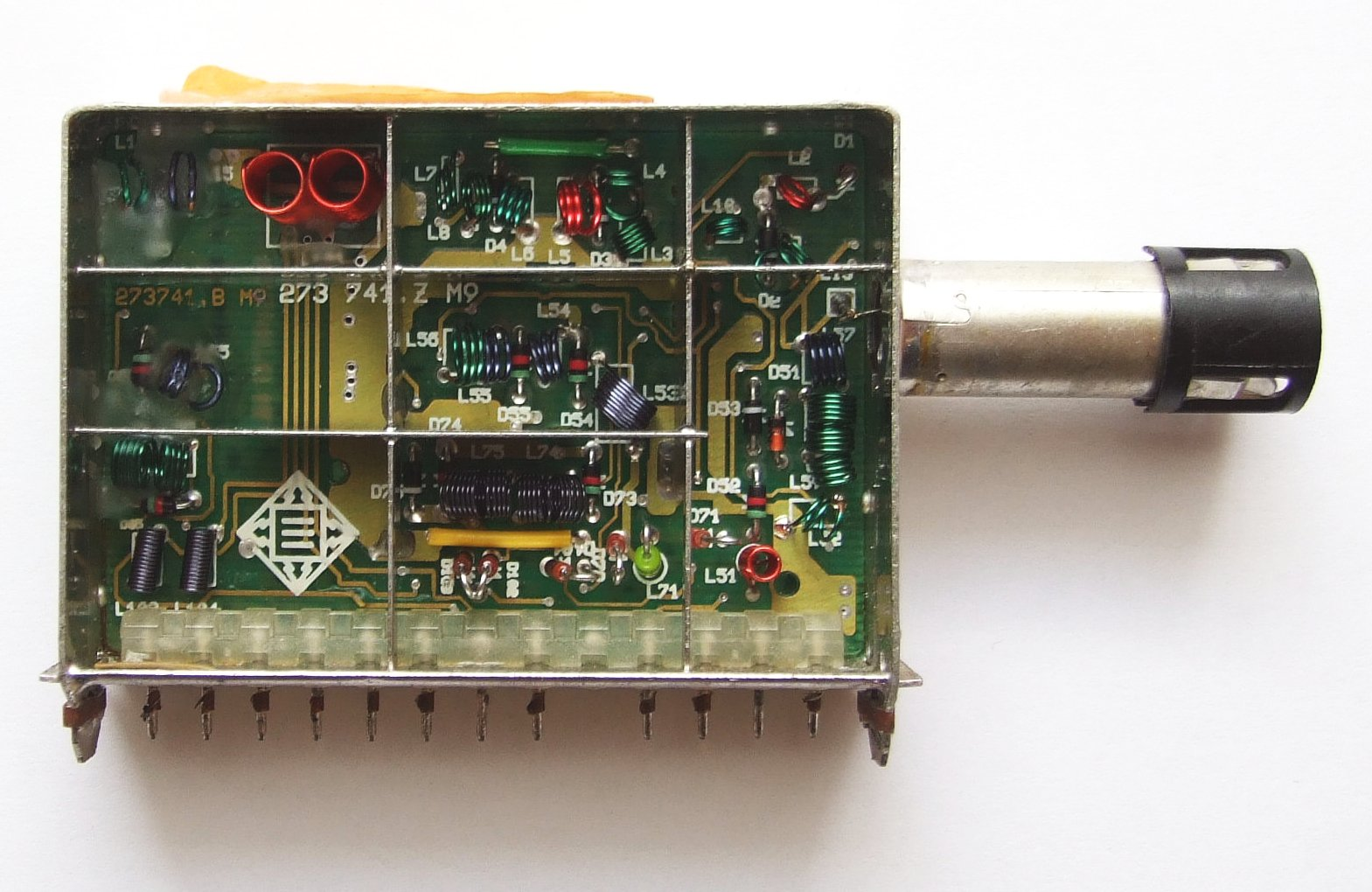
Televíziókészülék varicap diódás hangolóegysége, VHF-UHF.

A hangolóegység feladata, hogy a rádió- vagy televízió vevőkészülék vételi frekvenciáját külső beavatkozás hatására megváltoztassuk.
A rádiókészülékeknél felhasználói oldalról az állomáskeresővel és a sávkapcsolóval lehet beavatkozni, televíziók esetén pedig a csatornaváltóval. A készülék belső szerkezetét tekintve ezeknek a kezelőszerveknek a külső megváltoztatása elektronikus vagy mechanikus úton megváltoztatja a nagyfrekvenciás előerősítő és a helyi oszcillátor rezgőköreinek rezonanciafrekvenciáját.
A hangolóegység megtalálható mind az egyenes vevőkben, mind a szuperheterodin rádiókészülékekben.
Adóvevő készülékek esetében mindezek mellett gondoskodni kell arról is, hogy a készülék adási frekvenciája megegyezzen a vételi frekvenciával.

## A hangolóegység felépítése
A hangolóegység a legegyszerűbb esetben (pl. 0-V-y, 1-V-y egyenes vevőknél) két részből áll:
- rezgőkör
- forgókondenzátor
- több sáv vételére alkalmas készülékeknél sávkapcsoló

Az összetettebb rádióvevők több hangolandó rezgőkört tartalmaznak, és általában a forgókondenzátorok is kettős forgókondenzátorok. Ritkább esetben hármasforgót is használnak. A legelterjedtebb a kettős forgókondenzátorok használata.
Az ultrarövid hullámú sáv vételére (is) alkalmas készülékeknél a hangolóegység, a nagyfrekvenciás előerősítő és a helyi  oszcillátor egybe van építve, sokszor egy különálló fémdobozba el van szeparálva a készülék belsejében. Ennek az az oka, hogy a sávkapcsoló, és a rezgőkörökhöz vezető huzalozás szórt kapacitása és induktivitása összemérhető a rezgőkörök kapacitásaival és induktivitásaival. Általában az URH hangolóegység forgókondenzátorai is ezen a panelen vannak, vagy ehhez a panelhez a lehető legközelebb.

## Forgókondenzátorral hangolható rezgőkör megtervezése[1]
Ha egy olyan rezgőkört szeretnénk készíteni, amely egy meghatározott frekvenciatartományon belül hangolható, a következő paraméterekre lesz szükségünk:
- fmin - alsó frekvenciahatár
- fmax - felső frekvenciahatár
- CRmin - a forgókondenzátor minimális kapacitása
- CRmax - a forgókondenzátor maximális kapacitása

A CR forgókondenzátor kapacitás-átfogása:
{\displaystyle \Delta C_{R}=C_{Rmax}-C_{Rmin}}

### Párhuzamos rezgőkör forgókondenzátorral
A rezgőkör tekercsének induktivitását a következő képlettel számolhatjuk:
{\displaystyle L_{1}={\frac {25300{\biggl (}{\biggl (}{\frac {f_{max}}{f_{min}}}{\biggr )}^{2}-1{\biggr )}}{f_{max}^{2}\Delta C_{R}}};\ L(\mu H),C(pF),f(MHz)}
A rezgőkör kondenzátorának kapacitása:
{\displaystyle C_{1}={\frac {C_{Rmax}-{\biggl (}{\frac {f_{max}}{f_{min}}}{\biggr )}^{2}C_{Rmin}}{{\biggl (}{\frac {f_{max}}{f_{min}}}{\biggr )}^{2}-1}};\ C(pF),f(MHz)}

A számolást az alábbi programmal is elvégezhetjük:
```
#include
 
<stdio.h>

#include
 
<math.h>

//gcc L1C1CR.c -lm -o L1C1CR

float
 
L1_uH
(
float
 
fmin
,
 
float
 
fmax
,
 
float
 
CRmin
,
 
float
 
CRmax
){

    
float
 
fmm
=
fmax
/
fmin
;

    
float
 
delta_CR
=
CRmax
-
CRmin
;

    
return
 
(
25300
*
(
fmm
*
fmm
-1
))
/
(
fmax
*
fmax
*
delta_CR
);

}

float
 
C1_pF
(
float
 
fmin
,
 
float
 
fmax
,
 
float
 
CRmin
,
 
float
 
CRmax
){

    
float
 
fmm
=
fmax
/
fmin
;

    
return
 
(
CRmax
-
fmm
*
fmm
*
CRmin
)
/
(
fmm
*
fmm
-1
);

}

int
 
main
(){

    
float
 
fmin
,
fmax
,
CRmin
,
CRmax
;

    
printf
(
"fmin (MHz)="
);
scanf
(
"%f"
,
&
fmin
);

    
printf
(
"fmax (MHz)="
);
scanf
(
"%f"
,
&
fmax
);

    
printf
(
"CRmin (pF)="
);
scanf
(
"%f"
,
&
CRmin
);

    
printf
(
"CRmax (pF)="
);
scanf
(
"%f"
,
&
CRmax
);

    
printf
(
"L1= %f uH
\n
"
,
L1_uH
(
fmin
,
fmax
,
CRmin
,
CRmax
));

    
printf
(
"C1= %f pF
\n
"
,
C1_pF
(
fmin
,
fmax
,
CRmin
,
CRmax
));

}

```

Olyan hangolható rezgőkört szeretnénk tervezni, amellyel a középhullámú műsorszóró sávot szeretnénk átfogni. Tehát az áthangolandó tartomány (MHz):
- fmin=0.52
- fmax=1.62

fmax/fmin=3.115
Rendelkezésünkre áll egy forgókondenzátor a következő paraméterekkel (pF):
- CRmin=15
- CRmax=510

ΔCR=495 pF
{\displaystyle L_{1}={\frac {25300(3.115*3.115-1)}{1.62*1.62*495}}={\frac {25300*(9.7-1)}{2.624*495}}={\frac {220110}{1298.88}}=169.46\mu H}
{\displaystyle C_{1}={\frac {510-3.115*3.115*15}{3.115*3.115-1}}={\frac {510-145.55}{9.7-1}}={\frac {364.45}{8.7}}=41.89pF}
Mivel 41.89pF -os kondenzátort nem gyártanak, így a C1 kondenzátorral párhuzamosan egy finombeállító trimmerkondenzátort építenek be. Tehát egy 33pF-os kondenzátorral és vele párhuzamosan kapcsolva egy trimmerkondenzátorral beállítható a 44.89pF-os érték.
A tekercs finombeállítását pedik a vasmag ki-be csavarásával lehet beállítani pontos értékre.
Hogy leellenőrizzük a számításunkat, a kapott értékekkel összeállítunk egy tesztkapcsolást, ahol a forgókondenzátorok minimum és maximum értékeit egyszerű kondenzátorral (CRmin=C2, CRmax=C4) helyettesítjük:
A szimuláció az alábbi görbét adta:
A Pr1 mérőműszer a minimum értékkel megépített áramkört, a Pr2 mérőműszer pedig a maximum értékkel megépített rezgőkörön végezte a mérést. Az ábra szerint a számítás megfelelő eredményt adott.

### Szűkített frekvenciaátfogású hangolható rezgőkör
Előfordul, hogy szűkebb frekvenciasávot szeretnénk a forgókondenzátorral áthangolni, ebben az esetben optimálisabb ez a kapcsolás:
{\displaystyle L_{1}={\frac {25300{\biggl (}{\biggl (}{\frac {f_{max}}{f_{min}}}{\biggr )}^{2}-1{\biggr )}}{f_{max}^{2}C_{Rmin}}};\ L(\mu H),C(pF),f(MHz)}
{\displaystyle C_{0}={\frac {25300}{f_{max}^{2}L_{1}}};\ L(\mu H),C(pF),f(MHz)}
Ha szórt kapacitásokat (CSZ) is figyelembe vesszük:
{\displaystyle C_{0}={\frac {25300}{f_{max}^{2}L_{1}}}-C_{SZ};\ L(\mu H),C(pF),f(MHz)}
A kapacitások kiszámításához bevezetünk egy S segédváltozót:
{\displaystyle S={\frac {C_{0}\Delta C_{R}{\biggl (}{\biggl (}{\frac {f_{max}}{f_{min}}}{\biggr )}^{2}C_{0}{\biggr )}}{C_{0}{\biggl (}{\biggl (}{\frac {f_{max}}{f_{min}}}{\biggr )}^{2}-1{\biggr )}}};\ C(pF),f(MHz)}
A segédváltozó használatával kiszámítható a C1 és a C2 kondenzátorok kapacitása:
{\displaystyle C_{1}={\sqrt {{\frac {\Delta C_{R}^{2}}{4}}+S}}-{\frac {\Delta C_{R}}{2}};\ C(pF)}
{\displaystyle C_{2}={\frac {C_{0}C_{1}}{C_{1}-C_{0}}};\ C(pF)}

A számolást az alábbi programmal is elvégezhetjük:
```
#include
 
<stdio.h>

#include
 
<math.h>

//gcc L1C1C2CR.c -lm -o L1C1C2CR

float
 
delta_CR
(
float
 
CRmin
,
 
float
 
CRmax
){
return
 
CRmax
-
CRmin
;}

float
 
f_maxmin
(
float
 
fmin
,
 
float
 
fmax
){
return
 
fmax
/
fmin
;}

float
 
L1_uH
(
float
 
fmin
,
 
float
 
fmax
,
 
float
 
CRmin
,
 
float
 
CRmax
){

    
float
 
fmm
=
f_maxmin
(
fmin
,
fmax
);

    
return
 
(
25300
*
(
fmm
*
fmm
-1
))
/
(
fmax
*
fmax
*
CRmin
);

}

float
 
C0_pF
(
float
 
fmin
,
 
float
 
fmax
,
 
float
 
CRmin
,
 
float
 
CRmax
){

    
float
 
L1
=
L1_uH
(
fmin
,
fmax
,
CRmin
,
CRmax
);

    
return
 
25300
/
(
fmax
*
fmax
*
L1
);

}

float
 
Sx
(
float
 
C0
,
 
float
 
CRmin
,
 
float
 
CRmax
,
 
float
 
fmin
,
 
float
 
fmax
){

    
float
 
fmm
=
f_maxmin
(
fmin
,
fmax
);

    
float
 
DCR
=
delta_CR
(
CRmin
,
CRmax
);

    
return
 
(
C0
*
C0
*
DCR
*
fmm
*
fmm
)
/
(
C0
*
(
fmm
*
fmm
-1
));

}

float
 
C1_pF
(
float
 
fmin
,
 
float
 
fmax
,
 
float
 
CRmin
,
 
float
 
CRmax
){

    
float
 
C0
=
C0_pF
(
fmin
,
fmax
,
CRmin
,
CRmax
);

    
float
 
DCR
=
delta_CR
(
CRmin
,
CRmax
);

    
float
 
S
=
Sx
(
C0
,
CRmin
,
CRmax
,
fmin
,
fmax
);

    
return
 
sqrt
((
DCR
*
DCR
/
4
)
+
S
)
-
DCR
/
2
;

}

float
 
C2_pF
(
float
 
fmin
,
 
float
 
fmax
,
 
float
 
CRmin
,
 
float
 
CRmax
){

    
float
 
C0
=
C0_pF
(
fmin
,
fmax
,
CRmin
,
CRmax
);

    
float
 
C1
=
C1_pF
(
fmin
,
fmax
,
CRmin
,
CRmax
);

    
return
 
(
C0
*
C1
)
/
(
C1
-
C0
);

}

int
 
main
(){

    
float
 
fmin
,
fmax
,
CRmin
,
CRmax
;

    
printf
(
"fmin (MHz)="
);
scanf
(
"%f"
,
&
fmin
);

    
printf
(
"fmax (MHz)="
);
scanf
(
"%f"
,
&
fmax
);

    
printf
(
"CRmin (pF)="
);
scanf
(
"%f"
,
&
CRmin
);

    
printf
(
"CRmax (pF)="
);
scanf
(
"%f"
,
&
CRmax
);

    
printf
(
"L1=%f uH
\n
"
,
L1_uH
(
fmin
,
fmax
,
CRmin
,
CRmax
));

    
printf
(
"C1=%f pF
\n
"
,
C1_pF
(
fmin
,
fmax
,
CRmin
,
CRmax
));

    
printf
(
"C2=%f pF
\n
"
,
C2_pF
(
fmin
,
fmax
,
CRmin
,
CRmax
));

}

```

Olyan hangolható rezgőkört szeretnénk tervezni, amellyel  a 40m-es rádióamatőrsáv keresztülhangolható. A kívánt frekvenciatartomány:
- fmin= 7 MHz
- fmax= 7.2 MHz

A következő forgókondenzátor áll a rendelkezésünkre:
- CRmin= 15 pF
- CRmax= 500 pF

A fenti program a következő eredményt adta:
```
DSK01:~/Munka/hangolo$ 
./L1C1C2CR

fmin (MHz)=7

fmax (MHz)=7.2

CRmin (pF)=15

CRmax (pF)=500

L1=1.885757 uH

C1=1290.465942 pF

C2=323.726776 pF

```

Áramköri szimulációs programmal, a forgókondenzátor végállásainak megfelelő kapacitású kondenzátorokkal behelyettesítve:
A szimuláció az alábbi görbéket adta a két végértéken:

## Szuperheterodin rendszerű rádiók hangolóegysége

### Egy frekvenciasáv vételére alkalmas szuperheterodin rádiókészülék hangolása
Az egy frekvenciasáv vételére alkalmas szuperheterodin rádiók hangolásánál minimum 2 rezgőkört kell egyidejűleg hangolnunk, ha állomást keresünk. A két rezgőkör frekvenciája közötti eltérés minden hangolási ponton megegyezik a középfrekvenciával. Ahhoz, hogy ez megvalósítható legyen, olyan kettős forgókondenzátort alkalmaznak, amelynek a végkapacitásai eltérőek. Általában ezek az értékek:
|                                              | Minimum végállás C (pF) | Maximum végállás C(pf) |
| -------------------------------------------- | ----------------------- | ---------------------- |
| Oszcillátorkör                               | 12                      | 446                    |
| Rádiófrekvenciás bemeneti kör (modulátorkör) | 15                      | 520                    |

Ha egyszerű rezgőkört akarunk hangolhatóvá tenni, először meg kell határoznunk a hangolás végállásainál elérendő rezonanciafrekvenciákat. Ha a középhullámú sávra tervezzük a rezgőköröket 465 kHz középfrekvenciára számolva:
|                | Minimum végállás f (kHz) | Maximum végállás f (kHz) |
| -------------- | ------------------------ | ------------------------ |
| Oszcillátorkör | 2085                     | 987                      |
| Modulátorkör   | 1620                     | 522                      |

Ha az előző részben alkalmazott programot futtatjuk a táblázat frekvenciaértékeivel:
|                | Rezgőköri tekercs induktivitása (μH) | A párhuzamos kondenzátor kapacitása (pF) |
| -------------- | ------------------------------------ | ---------------------------------------- |
| Oszcillátorkör | 46.43                                | 113.34                                   |
| Modulátorkör   | 164.8                                | 43.5                                     |

### Több sáv vételére alkalmas szuperheterodin rádiókészülékek hangolóegysége
Több sáv vételére alkalmas készülékeknél mind a bemeneti, mind az oszcillátorköri rezgőkörök mindegyik sávra el vannak készítve. A sávkapcsoló feladata, hogy kapcsolók segítségével kialakítsa a megfelelő kapcsolatot
- a helyi oszcillátor áramköre és a megfelelő sáv oszcillátorköri rezgőköre között
- a nagyfrekvenciás előerősítő és a megfelelő sáv bemeneti rezgőköre között
- az állomáskereső forgókondenzátora és a megfelelő sáv oszcillátorköre között
- az állomáskereső forgókondenzátora és a megfelelő sáv bemeneti rezgőköre között
- az antenna és a megfelelő sáv bemeneti rezgőköre között

A fenti ábra egy lehetséges kialakítását ábrázolja a hangolóegységnek, és a hozzá kapcsolódó többi áramköri elemnek. Az oszcillátor és az erősítő eredeti rezgőkörei szürkével vannak ábrázolva, a sávkapcsoló ennek a helyébe iktatja be a megfelelő rezgőköröket.
Az egy sávhoz tartozó kapcsolók egyidejűleg kapcsolandók és egyszerre csak az egyik sáv kapcsolói lehetnek zárt állapotban. Sávváltáskor gondoskodni kell róla, hogy amikor az egyik sáv kapcsolói zárt állásba kerülnek, akkor a másik sáv kapcsolói kinyissanak.
A sávkapcsolóknak többféle kialakítása lehet:
- Nyomógombos: ha egy nyomógombot lenyomunk, akkor az zárja a megfelelő kapcsolósor összes kapcsolóját, ezzel egyidejűleg a másik sáv nyomógombja kiugrik, és így kinyitja a hozzá tartozó kapcsolósor összes kapcsolóját.
- Csúszókapcsoló: a sávok között egy csúszka elhúzásával lehet váltani.
- Dobváltó: egy kapcsolódob elfordításával lehet sávot váltani.

## Varikap diódás hangolóegység
Varikap diódával kényelmesen hangolhatóvá tehető mind a nagyfrekvenciás előerősítő, mind a helyi oszcillátor, mivel ennél a megoldásnál egy potenciométerrel történhet a hangolás. Megfelelő előtét ellenállások alkalmazásával megoldható az oszcillátor és a nagyferekvenciás előerősítő rezgőköreinek együttfutása is. Mivel az együttfutás problémája könnyen megoldható, így akár több hangolható előerősítő alkalmazását is lehetővé teszi. Továbbá lehetőséget biztosít, hogy a készüléket több állomásra is előre behangoljuk, melyek között kapcsolókkal tudunk választani. HiFi rádiótunereknél és televízióknal alkalmazzák ezt a megoldást.
Állomáskereséshez, csatornaváltáshoz a (Tr1.1+Tr1.2)XC1 bemeneti rezgőkör és a Tr2XC4 helyi oszcillátor rezgőkörének egyidejű hangolására van szükség.
Az egyenáramú leválasztást a C2, C5, C6 kondenzátor biztosítja, a nagyfrekvenciás leválasztást pedig az L1, L2 fojtótekercs és a C7, C8 kondenzátotok. A C9 kondenzátor a kezelőfelületről érkező zavarok szűrését biztosítja.
Az R1, R2 és R3, R4 ellenállások értékei úgy vannak megválasztva, hogy a D1, D2 varikap diódákra érkező hangolófeszültségek különbsége mindig annyi legyen, hogy a rezgőkörök különbségi frekvenciája mindig a középfrekvenciát adja.
A varikap dióda kapacitása a katódjára kapcsolt egyenfeszültség növelésével csökken, tehát párhuzamos rezgőkörben alkalmazva a rezgőkör rezonanciafrekvenciája növekszik, így elérhető, hogy a nagyfrekvenciás előerősítő erősítési frekvenciatartományát, és a helyi oszcillátor üzemi frekvenciáját egy egyenáramú feszültségszint határozza meg. 
Mivel a helyi oszcillátor frekvenciája nagyobb, mint a nagyfrekvenciás előerősítőé, így az ellenállások értékei közti viszony:
{\displaystyle R_{1}<R_{3},R_{2}>R_{4}}
Ezek az ellenállásértékek kritikusak, sokszor az ellenállásokkal párhuzamosan egy finombeállító potenciométer is be van kötve, vagy a hangolóegységhez egyedileg gyártott, megfelelő értékű ellenállásokat használnak.
A közös hangolófeszültség az R1, R2 ellenállás közös pontján jut be a rendszerbe. Az állomáskeresés, csatornaváltás ennek a közös hangolófeszültség értékenek a megváltoztatásával történik. A közös hangolófeszültséget a készülék kezelőfelületébe beépített potenciométerek segítségével változtathatjuk meg.
Egy-egy potenciométerrel különböző csatornákat állíthatunk be, a potenciométerek közötti váltást kapcsolókkal lehet megoldani. A készülék kezelőfelületére épített kapcsolókat tasztatúrának is nevezik.
A varikap diódákat viszonylag nagy egyenfeszültségell kell megtáplálni, 20-40V körüli a maximumfeszültségük, a rajtuk átfolyó áram viszont elhanyagolható, így egyszerű potenciométerekkel szabályozhatjuk a diódára jutó egyenfeszültséget. A varikap diódás hangolóegység a megtáplálást a P1 csatlakozáson kapja. Ezt a feszültséget a tápegység külön leágazása adja, vagy telepes készülékeknél egy transzverter állítja elő. A varikap diódás hangolóegység szűrt és stabilizált tápfeszültésget igényel.

## Megjegyzés
Az áramköri ábrák és szimulációs diagramok a QUCS nyílt forrású áramkörszimulációs programmal készültek a jegyzetként használt könyvekben szereplő áramköri kapcsolások alapján.